# باد أندرسون (لاعب كرة قاعدة)
باد أندرسون (بالإنجليزية: Bud Anderson)‏ هو لاعب كرة قاعدة أمريكي، ولد في 27 مايو 1956 في وستباري في الولايات المتحدة.

## وصلات خارجية
- باد أندرسون على موقعبيزبول رفرنس.كوم (الدوري الرئيسي) (الإنجليزية)
- باد أندرسون على موقعبيزبول رفرنس.كوم (الدوري الثانوي) (الإنجليزية)
- باد أندرسون على موقع مشجعي الرسوم البيانية (الإنجليزية)